# Задача Штурма — Ліувілля
Надалі введено позначення Задача Штурма-Ліувілля — ЗШЛ.

Розглянемо оператор {\displaystyle Lu=-{\frac {d}{dx}}(p(x){\frac {du}{dx}})+q(x)u},

перепишемо його у вигляді: {\displaystyle Lu=\lambda \rho (x)u,x\in (a,b)}
та введемо додаткові умови
{\displaystyle \left[A_{1}u(a)-A_{2}u'(a)=0,\quad B_{1}u(b)+B_{2}u'(b)=0\right]}. 

Надалі будемо вважати, що {\displaystyle p(x)\in {\mathit {C^{1}}}([a,b]),q(x),\rho (x)\in {\mathit {C}}([a,b]),}
крім того, {\displaystyle p(x)>0,\rho (x)>0,q(x)\geqslant 0,\quad A_{1},A_{2},B_{1},B_{2}=const,A_{1},A_{2}\geqslant 0,A_{1}+A_{2}>0,B_{1},B_{2}\geqslant 0,B_{1}+B_{2}>0}

## Формулювання ЗШЛ[1]
Знайти значення параметра {\displaystyle \lambda } при яких існують нетривіальні розв'язки задачі
{\displaystyle Lu=\lambda \rho (x)u,x\in (a,b)},
{\displaystyle \left[A_{1}u(a)-A_{2}u'(a),\quad B_{1}u(b)+B_{2}u'(b)\right],}
такі, що {\displaystyle u(x)\in {\mathit {C^{2}}}((a,b))\cap {\mathit {C^{1}}}([a,b])} і знайти ці розв'язки.

Введемо область визначення оператора {\displaystyle L}: 

{\displaystyle D_{L}={u\in {\mathit {C^{2}}}((a,b))\cap {\mathit {C^{1}}}([a,b])}},
які задовольняють крайові умови 

{\displaystyle \left[A_{1}u(a)-A_{2}u'(a)=0,\quad B_{1}u(b)+B_{2}u'(b)=0\right]},
і такі, що {\displaystyle u''\in L_{2}(a,b)}.

## Властивості оператораL{\displaystyle L}ЗШЛ[2]
1. Якщо довільні функції {\displaystyle u,v} належать області {\displaystyle D_{L}} , то має місце рівність:

{\displaystyle \int _{a}^{b}(vLu-uLv)\,dx=0}.
1. Оператор {\displaystyle L} ЗШЛ є самоспряженим, тобто {\displaystyle \forall u,v\in D_{L}} виконується {\displaystyle (Lu,v)=(u,Lv)}.
2. Оператор {\displaystyle L} ЗШЛ є додатньовизначеним: {\displaystyle (Lu,u)\geqslant 0}.

## Власні значення та власні функції ЗШЛ[2]
Вказані вище значення параметра {\displaystyle \lambda } називається власними значеннями ЗШЛ, а відповідні їм розв'язки — власними функціями цієї задачі.

### Основні властивості власних значень і власних функцій ЗШЛ[3]
1. Власні значення ЗШЛ утворюють зліченну множину.
2. Власні функції, які відповідають різним власним значенням, ортогональні між собою з вагою {\displaystyle \rho (x)}, тобто {\displaystyle \int _{a}^{b}\rho (x)u_{1}(x)u_{2}(x)\,dx=0\,}, де {\displaystyle u_{1}(x),u_{2}(x)} — власні функції.
3. Власні значення ЗШЛ — дійсні та невід'ємні.
4. Власні значення ЗШЛ — прості, тобто одному власному значенню не може відповідати дві і більше лінійно незалежних власних функції.
5. Власні функції ЗШЛ можна вибрати дійсними.